# NGC 1056
NGC 1056 is een spiraalvormig sterrenstelsel in het sterrenbeeld Ram. Het hemelobject werd op 26 oktober 1786 ontdekt door de Duits-Britse astronoom William Herschel.

## Synoniemen
- PGC 10272
- UGC 2183
- MCG 5-7-32
- MK 1183
- ZWG 505.36
- IRAS02398+2821